# Dytiscus carolinus
Dytiscus carolinus es una especie de escarabajo del género Dytiscus, familia Dytiscidae. Fue descrita científicamente por Aubé en 1838.

## Distribución geográfica
Habita en América del Norte.